# Prionomitus fuscipalpis
Prionomitus fuscipalpis är en stekelart som beskrevs av Jean-Jacques Kieffer 1910. Prionomitus fuscipalpis ingår i släktet Prionomitus och familjen sköldlussteklar. Inga underarter finns listade i Catalogue of Life.